# Nice & neat
nice & neat（ナイス アンド ニート）は株式会社ゼンとavex modeからなるN&Nプロジェクトが製作しているWebアニメ作品。
CS放送局のキッズステーションでも放送されている。

## 登場人物
nice
小学五年生の男の子。
neat
小学五年生の男の子。
&
nice君とneat君の近所に住む猫。
宇宙人のケンザキ
突如現れた謎の宇宙人。
天文学的博士
nice君とneat君の近所に住む謎の博士。
ROCK三郎(ロクサブロウ)：小林克也
nice君とneat君の近所でサーフショップを経営している。ハワイ在住の日系三世。
メタル・ナイス
nice君の依頼で天文学的博士が開発したロボット。
オサム

ケン

公の人（縦にハムの人と書く）
近所の公園によく出没する吟遊詩人
ミナコ：吉田美奈子

neighbors